# Romoesja

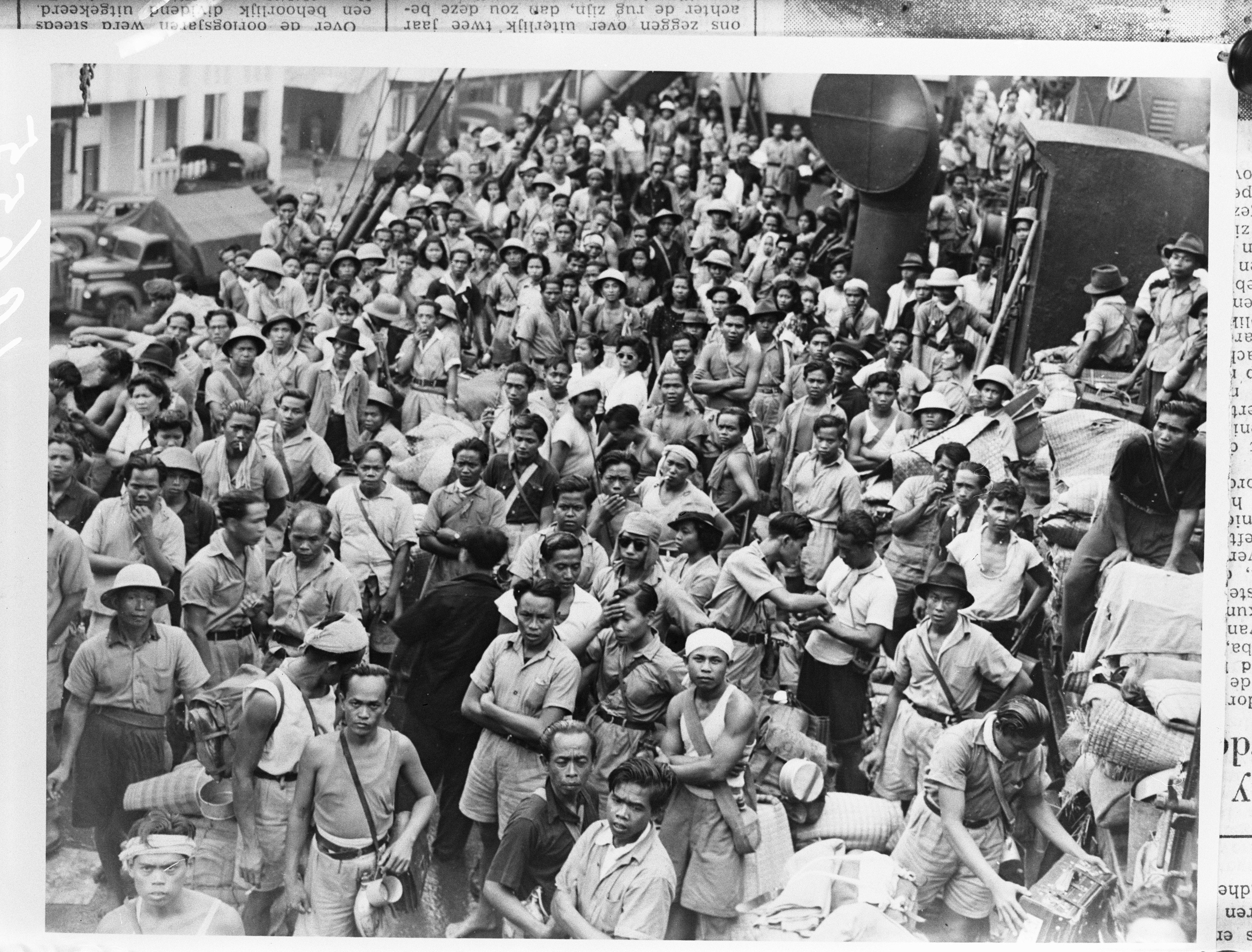
Aankomst van romoesja's (romushas) uit Japan in Nederlands-Indië, 4 december 1946

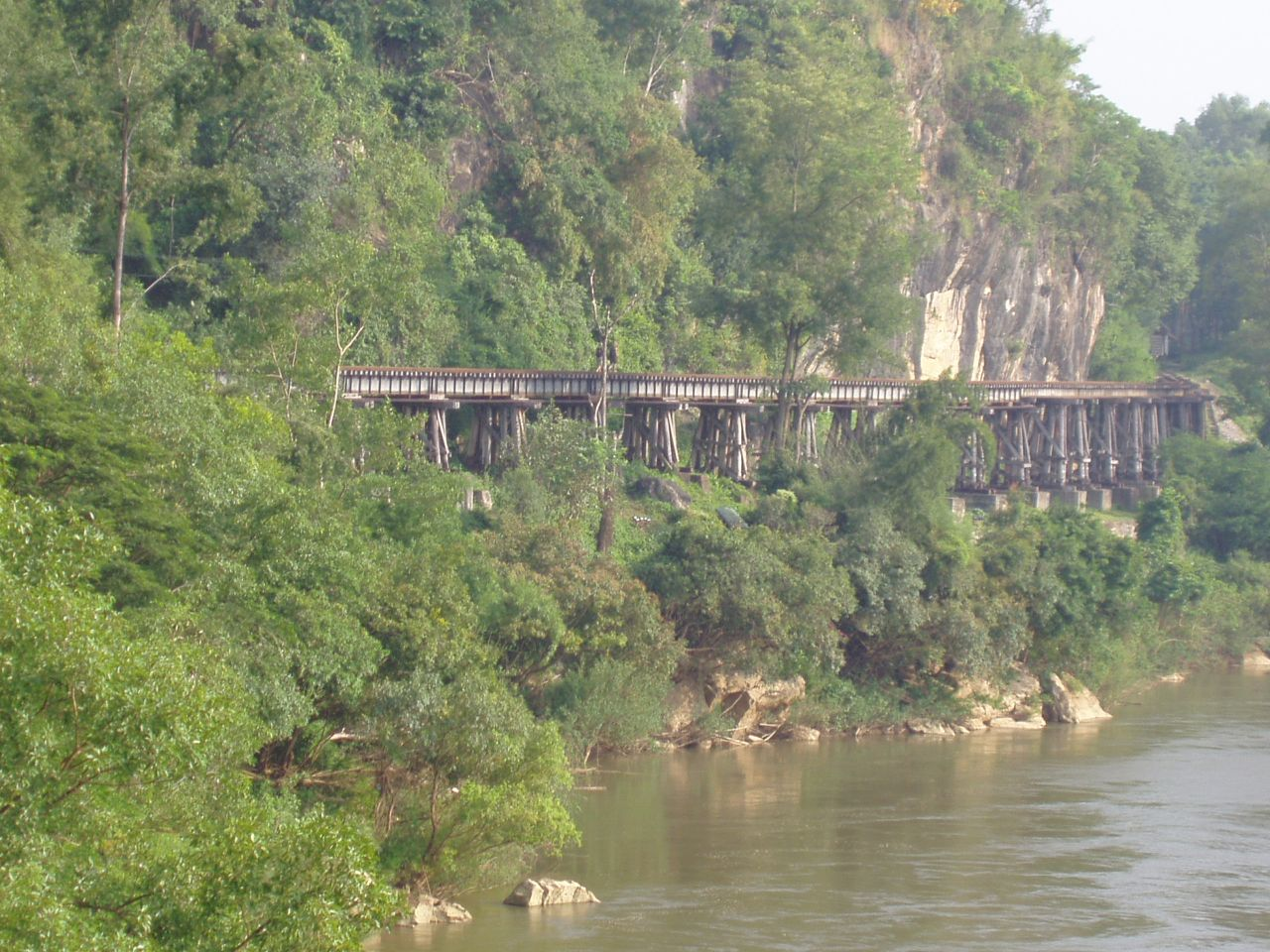
Spoorweg tussen Thailand en Birma aangelegd door romoesja's, 2006

Een romoesja (Japans: 労務者, rōmusha: "arbeider") was een veelal uit Java afkomstige arbeider die tijdens de Japanse bezetting van Nederlands-Indië onder aan slavernij grenzende omstandigheden voor de Japanse bezetter moest werken. Volgens schattingen van de U.S. Library of Congress zijn tussen de 4 en 10 miljoen romoesja's door de Japanners tewerkgesteld. Als gevolg van de slechte omstandigheden waaronder ze moesten werken, zijn minstens 100.000 romoesja's omgekomen, vermoedelijk veel meer.
Aanvankelijk werden de romoesja's geronseld, waarbij Indonesische nationalisten als Mohammed Hatta en Soekarno een belangrijke propagandistische rol speelden. Met name Soekarno hoopte door een toegeeflijke houding tegenover de Japanners de onafhankelijkheid van Indonesië dichterbij te brengen. Naarmate de oorlog vorderde, pasten de Japanners steeds meer dwang toe. In de laatste fase van de oorlog werden romoesja's door de Japanners ook onder dwang naar andere delen van Azië overgebracht om daar dwangarbeid te verrichten, onder andere in kolenmijnen en bij de aanleg van de Pakanbaroe-spoorweg en de Birmaspoorweg. Alleen al bij de aanleg van de Pakanbaroe-spoorweg door het Sumatraanse oerwoud werden 102.000 romoesha's ingezet, van wie vier op de vijf omkwam door de ontberingen.